# Stetten (Argóvia)
Stetten é uma comuna da Suíça, no Cantão Argóvia, com cerca de 1.502 habitantes. Estende-se por uma área de 4,41 km², de densidade populacional de 341 hab/km². Confina com as seguintes comunas: Künten, Mellingen, Niederrohrdorf, Niederwil, Remetschwil, Tägerig.
A língua oficial nesta comuna é o Alemão.